# Agenor (Phönizien)
Agenor (altgriechisch Ἀγήνωρ Agḗnōr) auch Agenoras von Sidon (nach anderen Quellen von Tyros) war in der griechischen Mythologie ein phönizischer König, der Sohn des Poseidon und der Libya und der Bruder des Belos und der Lamia.
Mit Telephassa zeugte er Europa, Kadmos, Phoinix, Kilix, Thasos und Phineus.
Als Zeus seine Tochter Europa entführte, schickte er seine Söhne aus, sie wieder zu finden oder nicht mehr zurückzukehren. Letzteres traf ein. Er verlor damit auch seine Gattin Telephassa, die ihre Söhne begleitet hatte.